# Nettokreditaufnahme
Nettokreditaufnahme ist bei öffentlichen Haushalten die Differenz aus der Kreditaufnahme und den Tilgungen für Altkredite.

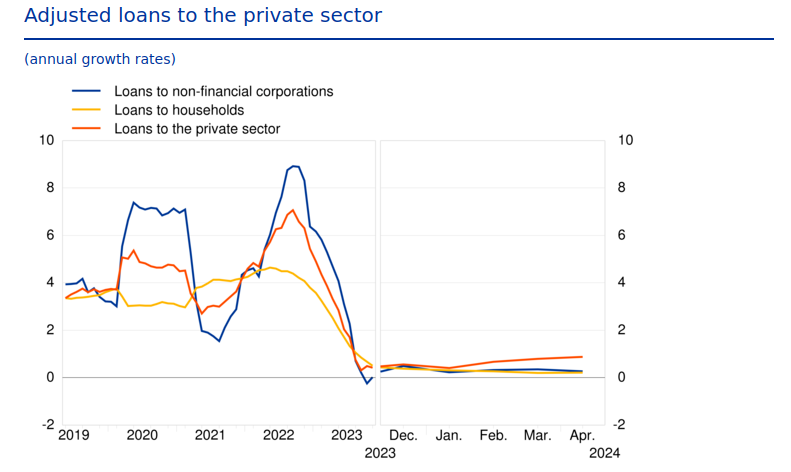
Beispiel Nettokreditaufnahme (adusted loans) privater Sektoren des Euro-Raumes im Zeitraum 2019–April 2024.

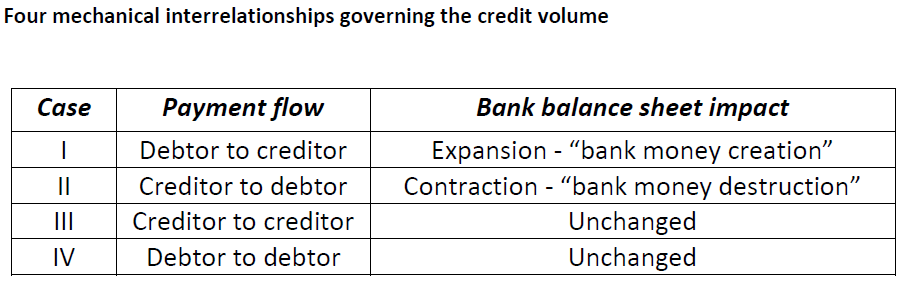
Kreditoren-Debitoren-Interdependenz hinsichtlich (Un-)Veränderungen der Geldmenge

Die Bezeichnung Nettokreditaufnahme wird seltener im Kontext der gesamtwirtschaftlichen Nachfrage aller Wirtschaftssubjekte (Privathaushalte, Unternehmen, Staatshaushalt Inland/Ausland) innerhalb einer (offenen) Volkswirtschaft oder auch innerhalb nur eines einzelnen Sektors wie beispielsweise der privaten Betriebe einer Ökonomie verwendet. Die Höhe der gesamtsektoralen Nettokreditaufnahme korreliert mit dem Geldangebot bzw. bedingt die Geldmenge (unter den Nichtbanken-Sektoren – siehe nebenstehende Tabelle).

## Brutto- versus Nettokreditaufnahme
Unter Bruttokreditaufnahme versteht man die Summe aller in einem Jahr aufgenommenen Kredite eines öffentlichen Haushalts. Die Nettokreditaufnahme ergibt sich aus der Bruttokreditaufnahme nach Abzug der in dem betreffenden Jahr geleisteten Tilgungen. Ökonomisch ist allein die Nettokreditaufnahme von Bedeutung und nur über sie wird in den Medien berichtet. Der Begriff Haushaltssaldo entspricht der Nettokreditaufnahme, hat jedoch das entgegengesetzte Vorzeichen. Synonym zu Nettokreditaufnahme wird der Begriff Nettoneuverschuldung verwendet.
Die Zentralbank ermittelt innerhalb der gesamtwirtschaftlichen Finanzierungsrechnung die Einnahmen- wie Ausgabenüberschüsse (sektorale Finanzierungssalden) und die korrelierende Nettokreditaufnahme der Sektoren pro Kalenderjahr: Wenn für die Finanzierung eines Ausgabenüberschusses (Defizit) eines einzelnen Sektors nicht einzig Kreditaufnahmen, sondern zusätzlich monetäre Reserven (nicht verbrauchte Einnahmenüberschüsse aus Vorperioden des jeweiligen Sektors) genützt werden, ist die Nettokreditaufnahme geringer als das jeweilige Defizit (aus dem laufenden Geschäftsjahr) des jeweiligen Sektors („Innenfinanzierung“). Scheinbar paradoxerweise erhöht jedoch die vermehrte Bildung monetärer Reserven des einen Sektors den Kreditbedarf der anderen.

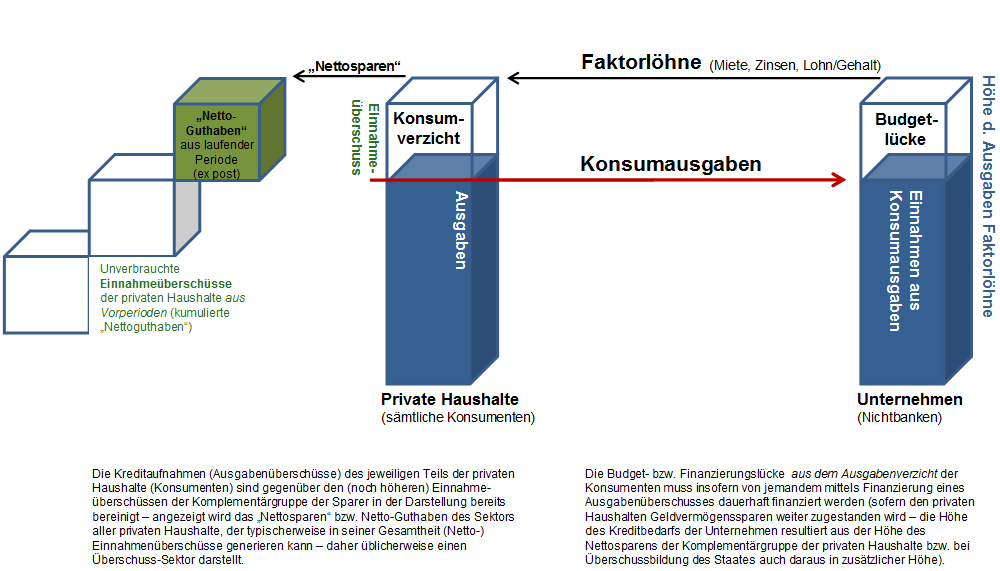
Finanzierungs- bzw. Kreditbedarf

Die Nettokreditaufnahme der Sektoren erhält im konjunkturellen Zusammenhang außerdem von der Kredit- wie Saldenmechanik besondere Beachtung. Aus der Nettokreditaufnahme (Nettoverbindlichkeiten) eines Sektors fließen anderen Sektoren Nettoforderungen zu. Der Ausgabenverzicht der privaten Nichtunternehmer zum Zweck eigener Geldvermögenserhöhung hinterlässt eine Budgetlücke bei den Unternehmen, weshalb Wolfgang Stützel auch darauf hinwies, dass, um eine Höherverschuldung des Unternehmenssektors mit dem Risiko verstärkter Konjunkturschwankungen zu vermeiden, mittels staatlicher Nettokreditaufnahme zu kompensieren wesentlich sein kann. Kann ein Exportüberschuss (Nettokreditaufnahme des Auslands) in geeigneter Höhe (Zahlungsbilanz) die gesamtwirtschaftliche Budgetlücke der inländischen Unternehmen ausgleichen oder entsparen die Privathaushalte (und verzichten zukünftig auf Einnahmeüberschüsse), entfällt selbstverständlich der Bedarf der Finanzierung aus der Nettokreditaufnahme des inländischen Staates.